# وایبرن
وایبرن (به آلمانی: Weibern) یک شهر در آلمان است که در اهرویلر واقع شده‌است. وایبرن ۱٬۵۴۸ نفر جمعیت دارد.